# Diecezja Angers
Diecezja Angers (łac. Dioecesis Andegavensis) – diecezja Kościoła rzymskokatolickiego w północno-zachodniej Francji.

## Historia
Biskupstwo erygowano w IV wieku, było sufraganią archidiecezja Tours. Początki chrześcijaństwa sięgają III wieku. Biskupi są znani od połowy IV wieku.
Angers było miastem licznych synodów. Najstarszy synod prowincjonalny odbył się 4 października 453, podczas którego uchwalono 12 kanonów zakazujących duchownym m.in. korzystania z sądów świeckich, włóczęgostwa zakonnikom, biskupom zakazano udzielania święceń klerykom z innych diecezji, a duszpasterzom naznaczono obowiązek rezydencji. Synod z 4 kwietnia 1062 potępił herezję Berengara z Tours.
W XI wieku powstała w Angers szkoła katedralna. Została znacznie rozbudowana w 1229 po napływie angielskich studentów z Uniwersytetu w Paryżu. Z inicjatywy bpa Charlesa Emile Freppela (zarządzał diecezją w latach 1870-91) powstał uniwersytet katolicki (Université catholique de l'Ouest), w którym papież Pius IX erygował w 1875 cztery wydziały: teologiczny, filozoficzny, prawny i przyrodniczy. Kanclerzem uczelni jest każdorazowy biskup Angers.
Obecny kształt terytorialny diecezja uzyskała w 1855 roku po wyłączeniu części terytorium do nowo utworzonej diecezji Laval. W 2002, w wyniku przeprowadzonej wówczas reorganizacji Kościoła francuskiego, została przeniesiona z metropolii Tours do metropolii Rennes.

## Główne świątynie
- Katedra: Katedra św. Maurycego w Angers
- Bazylika mniejsza: Bazylika św. Marii Magdaleny w Angers